# 罗邺
羅鄴（825年—？），杭州餘杭縣人，唐朝诗人，以七言诗为主。
父为盐铁吏，家財萬貫。羅鄴工於詩，“才清而绵致”，与罗隐、罗虬合称“三罗”。久困科場，累舉不第。咸通末，漂泊湘、浦之間，江西观察使崔安潜欲聘用羅鄴为僚佐，为幕吏所沮，最後羅鄴屈就督郵。乾符三年崔安潜升遷忠武節度使，羅鄴隨之至許昌。乾符五年離開崔幕。一度入蜀。晚年居家，卒年不可確考。昭宗光化三年（900年），以韋莊奏請，追賜進士及第。贈官補闕，明朝有人编辑有《罗邺诗集》。